# Bach-Werke-Verzeichnis
Bach-Werke-Verzeichnis (Catálogo de las obras de Bach en alemán), conocido simplemente por sus siglas BWV, es un catálogo musical que numera cada una de las obras musicales del famoso compositor alemán Johann Sebastian Bach (1685-1750). Fue creado por el musicólogo alemán Wolfgang Schmieder (1901-1990) en 1950. Su título completo es Thematisch-systematisches Verzeichnis der musikalischen Werke von Johann Sebastian Bach (Catálogo temático sistemático de las obras musicales de Johann Sebastian Bach), y fue publicado en Leipzig en 1950, y en 1990 se publicó una segunda edición corregida y ampliada.
Ese catálogo sustituyó a los de la BG (Bach Gesellschaft, Sociedad Bach) y NBG (Neue Bach Gesellschaft, Nueva Sociedad Bach), de difícil manejo.
Por extensión, BWV es el sistema de numeración de las obras de Bach que se emplea en la actualidad. En ocasiones se menciona la serie BWV como números Schmieder, y se cita como S.130, en lugar de BWV 130, si bien esa práctica es minoritaria.

## Notación
La ordenación se suele expresar de la siguiente manera: primero el título y en su caso la tonalidad de la obra, a continuación el número, y por último, en ocasiones, el año de composición, si es que se conoce. Por ejemplo: Misa en sol menor, BWV 235 (circa 1738). Es posible también encontrar una misma obra bajo la denominación de varios números Schmieder. Por ejemplo, El clave bien temperado (BWV 846-893). 
En algunos casos suele señalarse la obra por su título en alemán, seguida del número Schmieder y el número de orden de la sección dentro de la obra. Así, en la cantata Herz und Mund und Tat und Leben, BWV 147 (El corazón, la boca, los hechos y la vida), el coro que cierra la segunda parte puede citarse así: Jesus bleibet meine Freude, BWV 147,10 (es decir, la décima sección del número Schmieder 147). Puede ocurrir que Bach hubiera compuesto varias versiones de una misma obra, lo que se señala con una letra al final del número Schmieder. Por ejemplo, la cantata secular Was mir behagt, ist nur die muntre Jagd, BWV 208 (Cantata de la caza), se presentó también como cantata sacra, y figura en el catálogo como BWV 208a.
La abreviatura BWV Anh. se refiere al apéndice (Anhang) del catálogo, y se distribuye de la siguiente manera: Anh. 1-23 agrupa obras perdidas y fragmentarias, Anh. 24-155 obras dudosas y Anh. 156-189 las falsas.
La expresión deest (del latín de, negación, y est, estar) o su plural (desunt), usada en ciertos catálogos de las obras de Bach (pero no como número BWV) significa simplemente que carece de número Schmieder, sea por las dudas de su atribución, por su reciente descubrimiento o por cualquier otra razón argumentada por su editor.

## Estructura del catálogo
La principal virtud del catálogo BWV es que, a diferencia de otros que están ordenados cronológicamente, el de Schmieder está clasificado por tipo de obra. Por esta razón un número BWV menor no indica una obra cronológicamente temprana. Hay que tener en cuenta que Bach no asignaba el tradicional número de opus a sus obras, y apenas imprimió en vida sus composiciones, lo que provocó y sigue provocando problemas de datación y atribución. También hay que tener en cuenta que sus obras cayeron en un relativo olvido, hasta que en el siglo XIX Félix Mendelssohn fomentó su redescubrimiento para el gran público. Tales circunstancias significaron que las obras de Bach tuvieran una clasificación problemática, lo que ha exigido una intensa investigación musicológica.
El catálogo BWV está estructurado de la siguiente forma:
- 1-200: Cantatas religiosas
- 201-215: Cantatas profanas
- 216-224: Otras cantatas
- 225-231: Motetes
- 232-242: Misas
- 243: Magníficat
- 244-247: Pasiones
- 248-249: Oratorios
- 250-438: Composiciones corales
- 439-524: Lieder y arias
- 525-771: Obras para órgano
- 772-994: Obras para clavecín
- 995-1040: Música de cámara
- 1041-1071: Conciertos
- 1072-1080: Obras de contrapunto (es decir, cánones y otros)
- 1081-1128: Obras encontradas después de 1950.

## Otros catálogos
También existe el catálogo elaborado por el musicólogo Christoph Wolff, un destacado biógrafo del compositor, de uso minoritario.